# Eurovision Song Contest
|  | For den næste udgave af Eurovision Song Contest, se: Eurovision Song Contest 2026 |

Eurovision Song Contest, Concours Eurovision de la Chanson (fransk) eller Det Europæiske Melodi Grand Prix, som det også kaldes på dansk, er en årlig international musikbegivenhed, der har fundet sted siden 1956, og som arrangeres af sammenslutningen af europæiske tv-selskaber European Broadcasting Union (EBU). Konkurrencen var baseret på den eksisterende Sanremo Festival (Festival della canzone italiana), der blev afholdt i Italien siden 1951. Deltagerlandene stiller med hver deres sang, som i finalen konkurrerer om førstepladsen. Afstemningen foregår ved, at hvert deltagerland uddeler points til de sange, som i det pågældende land findes bedst. Oprindeligt blev disse points uddelt af nationale juryer, men fra slutningen af 90'erne har seerafstemninger (televote) været anvendt i de fleste lande. Fra og med 2009 har hvert lands points i finalen bestået af en 50/50-kombination af hhv. stemmer fra tv-seerne og stemmer fra en national jury. Dette blev udvidet til også at gælde semifinalerne fra 2010. Sangen med det højeste antal samlede points udråbes som vinder af konkurrencen, og vindernationen har derefter ret til at afholde næste års show, som normalt finder sted i maj.
Til og med 2003 udgjordes arrangementet kun af selve finalen. Fra 2004 tilføjedes endvidere en semifinale, og siden 2008 har showet bestået af to semifinaler og en finale, som afholdes på tre forskellige dage i den samme uge. De ti sange fra hver semifinale med det højeste antal stemmer går videre til den afgørende finale. Storbritannien, Italien, Spanien, Tyskland og Frankrig er dog automatisk sikret en plads i finalen hvert år, da de er de lande, der betaler mest til EBU. Disse lande omtales ofte som de fem store lande eller på engelsk "The Big Five" (Italien var dog fraværende fra ESC til og med 2011, hvorfor de øvrige fire lande blev omtalt som "The Big Four"). Også værtslandet, der normalt også er sidste års vindernation, er automatisk sikret en plads i finalen.
I 2005 afholdtes showet Congratulations i Forum, København, der kårede den bedste ESC-deltager i de første 50 år af dets historie. Vinder blev Waterloo med Abba fra Sverige (1974).
EBUs supervisor har siden 1. januar 2011 været nordmanden Jon Ola Sand. Efter 10 år som supervisor, blev det i januar 2020 meddelt, at den svenske forfatter og tv-producer Martin Österdahl ville overtage rollen.

## Navnet
Showets engelske navn, Eurovision Song Contest, ofte forkortet ESC, er i dag den hyppigst anvendte betegnelse i en international sammenhæng, som det f.eks. kan ses på ESC's hjemmeside. Der er dog forskellige betegnelser for arrangementet i forskellige lande. I Nederlandene kaldes det f.eks. Eurovisie Songfestival,, i Italien Concorso Eurovisione della Canzone, mens det på fransk i dag er kendt som Concours Eurovision de la chanson, tidligere Grand-Prix Eurovision de la Chanson européenne.. I Danmark omtales showet normalt som Det Europæiske Melodi Grand Prix eller blot Melodi Grand Prix (undertiden forkortet MGP), f.eks på DR's officielle side. Denne betegnelse er strengt taget misvisende, da der er flere lande, der har deltaget, som ikke ligger i Europa, heriblandt Israel, som har deltaget siden 1973, og Marokko, der stillede op en enkelt gang i 1980. Desuden ligger deltagerlande som Georgien og Aserbajdsjan kun delvist i Europa.

## Format

### Arena
Eurovision Song Contest afholdtes tidligere typisk i en koncertsal, et auditorium eller lignende. Eksempelvis fandt ESC 1964 sted i Tivolis Koncertsal i København. I de senere år har man imidlertid ofte afviklet showet i større arenaer med plads til mange tilskuere, som f.eks. ESC 2010, der fandt sted i Telenor Arena ved Oslo med plads til mere end 20.000 mennesker. Fra arenaen sendes showet direkte til de involverede tv-stationer fra hvert deltagerland. Til den pågældende tv-station kommenteres showet af en eller flere kommentatorer fra arenaen.

### Finalens forløb
Showet indledes med Eurovisions tema: en instrumentalversion af begyndelsen af den franske barokkomponist Marc-Antoine Charpentiers motet "Te Deum". Herefter følger gerne et kort filmklip, inden der stilles om til selve arenaen. Efter en velkomst og introduktion fra værten eller værterne på engelsk og fransk præsenteres de enkelte landes bidrag. Rækkefølgen af disse fandtes tidligere ved lodtrækning,  men bestemmes nu af den tv-station, der har værtskabet. Dette sker for at gøre showet så varieret som muligt. Dog trækkes der stadig lod om værtslandets nummer. Hver sang indledes normalt med et kort videoklip (kaldet "postkort"), hvorunder kommentatorerne fra de enkelte lande typisk fortæller om den pågældende sang. Til og med 1998 blev sangene akkompagneret af et orkester, idet de enkelte bidrag hver især blev dirigeret af en dirigent fra det pågældende land. I 1999 blev orkestret dog sparet væk bl.a. pga. pladshensyn, og siden har deltagerne sunget til præindspillede instrumentalspor. Siden 2021 har det været muligt deltagerne at bruge på forhånd optagede korvokaler, men den/de primære vokaler skal stadig fremgøres live.
Efter den sidste sangs fremførelse følger afstemningsperioden (i dag ca. 15 minutter), hvor publikum kan afgive stemmer enten pr. telefon eller pr. sms. Under den efterfølgende stemmeoptælling vises et underholdende indslag, der i de senere år ofte har inkluderet dans af forskellig art. Et velkendt eksempel er pauseunderholdningen fra 1994, Riverdance, der efterfølgende opnåede stor popularitet. Før indførelsen af televote voterede juryerne under indslaget, der desuden fulgte efter den sidste fremførelse. Efter underholdningsindslaget afgiver de enkelte lande deres points, og når vinderen er fundet, fremføres vindersangen igen som afslutning på showet.

### Format for semifinalerne
Konkurrencen var indtil 2003 et éndagsforetagende, som kun bestod af selve finalen. Pga. et stadigt stigende antal lande, der ønskede at deltage, tilføjedes i 2004 endvidere en semifinale. De fire store vesteuropæiske lande, Storbritannien, Spanien, Tyskland og Frankrig (og fra 2011 endvidere Italien) var dog fortsat automatisk sikret en plads i finalen, og det samme var landene med de ti højeste placeringer fra konkurrencen året før. Øvrige lande måtte først kvalificere sig gennem semifinalen, hvorfra sangene med de ti højeste antal stemmer gik videre.
I 2008 udvidede man arrangementet med to semifinaler, hvorfra de ni sange med flest publikumsstemmer fra hver gik videre. Den sidste, 10. sang blev udpeget på baggrund af points fra de enkelte landes back up-juryer, hvis stemmer ellers kun blev anvendt, hvis der i det pågældende land var problemer med seerafstemningen. Fra 2008 er kun de fire (fra 2011 fem) store og værtslandet automatisk kvalificerede til finalen. Alle andre må igennem en semifinale først. Samme model anvendtes i forbindelse med semifinalerne i ESC 2009, hvor dog stemmerne i finalen var en 50/50-kombination af jury- og televote. I 2010 blev 50/50-modellen udvidet til også at omfatte semifinalerne, således at de ti sange med flest kombinerede points gik videre. Fra 2023 er det kun seerstemmer der tæller i semifinalerne.
I modsætning til finalen udpeges de lande, der går videre fra semifinalerne, i tilfældig rækkefølge, og de enkelte landes points i semifinalerne offentliggøres først, når finalen er slut.

## Deltagerlande efter debutår
| År   | Debutant                                                          |
| ---- | ----------------------------------------------------------------- |
| 1956 | Belgien Frankrig Tyskland Luxembourg Nederlandene Italien Schweiz |
| 1957 | Østrig Danmark Storbritannien                                     |
| 1958 | Sverige                                                           |
| 1959 | Monaco                                                            |
| 1960 | Norge                                                             |
| 1961 | Finland Spanien Jugoslavien                                       |
| 1964 | Portugal                                                          |
| 1965 | Irland                                                            |
| 1971 | Malta                                                             |
| 1973 | Israel                                                            |
| 1974 | Grækenland                                                        |
| 1975 | Tyrkiet                                                           |
| 1980 | Marokko                                                           |
| 1981 | Cypern                                                            |
| 1986 | Island                                                            |
| 1993 | Bosnien-Hercegovina Kroatien Slovenien                            |
| 1994 | Estland Ungarn Litauen Polen Rumænien Rusland Slovakiet           |
| 1998 | Nordmakedonien                                                    |
| 2000 | Letland                                                           |
| 2003 | Ukraine                                                           |
| 2004 | Albanien Andorra Hviderusland Serbien og Montenegro               |
| 2005 | Bulgarien Moldova                                                 |
| 2006 | Armenien                                                          |
| 2007 | Tjekkiet Georgien Montenegro Serbien                              |
| 2008 | Aserbajdsjan San Marino                                           |
| 2015 | Australien                                                        |

## Vindere af Eurovision Song Contest
| År   | Land           | Titel                         | Kunstner(e)                          |
| ---- | -------------- | ----------------------------- | ------------------------------------ |
| 1956 | Schweiz        | Refrain                       | Lys Assia                            |
| 1957 | Holland        | Net Als Toen                  | Corry Brokken                        |
| 1958 | Frankrig       | Dors mon amour                | André Claveau                        |
| 1959 | Holland        | Een beetje                    | Teddy Scholten                       |
| 1960 | Frankrig       | Tom Pilibi                    | Jacqueline Boyer                     |
| 1961 | Luxembourg     | Nous les amoureux             | Jean-Claude Pascal                   |
| 1962 | Frankrig       | Un premier amour              | Isabelle Aubret                      |
| 1963 | Danmark        | Dansevise                     | Grethe & Jørgen Ingmann              |
| 1964 | Italien        | Non ho l'età (per amarti)     | Gigliola Cinquetti                   |
| 1965 | Luxembourg     | Poupée de cire, poupée de son | France Gall                          |
| 1966 | Østrig         | Merci Chérie                  | Udo Jürgens                          |
| 1967 | Storbritannien | Puppet On a String            | Sandie Shaw                          |
| 1968 | Spanien        | La, la, la ...                | Massiel                              |
| 1969 | Spanien        | Vivo cantando                 | Salomé                               |
| 1969 | Frankrig       | Un jour, un enfant            | Frida Boccara                        |
| 1969 | Holland        | De troubadour                 | Lennie Kuhr                          |
| 1969 | Storbritannien | Boom Bang a Bang              | Lulu                                 |
| 1970 | Irland         | All Kinds of Everything       | Dana                                 |
| 1971 | Monaco         | Un banc, un arbre, une rue    | Séverine                             |
| 1972 | Luxembourg     | Après toi                     | Vicky Leandros                       |
| 1973 | Luxembourg     | Tu te reconnaîtras            | Anne-Marie David                     |
| 1974 | Sverige        | Waterloo                      | ABBA                                 |
| 1975 | Holland        | Ding-a-dong                   | Teach-In                             |
| 1976 | Storbritannien | Save Your Kisses for Me       | Brotherhood of Man                   |
| 1977 | Frankrig       | L'oiseau et l'enfant          | Marie Myriam                         |
| 1978 | Israel         | A-ba-ni-bi                    | Izhar Cohen & Alphabeta              |
| 1979 | Israel         | Hallelujah                    | Gali Atari & Milk and Honey          |
| 1980 | Irland         | What's Another Year           | Johnny Logan                         |
| 1981 | Storbritannien | Making Your Mind Up           | Bucks Fizz                           |
| 1982 | Vesttyskland   | Ein bisschen Frieden          | Nicole                               |
| 1983 | Luxembourg     | Si la vie est cadeau          | Corinne Hermès                       |
| 1984 | Sverige        | Diggi-loo-diggi-ley           | Herreys                              |
| 1985 | Norge          | La det swinge                 | Bobbysocks                           |
| 1986 | Belgien        | J'aime la vie                 | Sandra Kim                           |
| 1987 | Irland         | Hold Me Now                   | Johnny Logan                         |
| 1988 | Schweiz        | Ne partez pas sans moi        | Céline Dion                          |
| 1989 | Jugoslavien    | Rock Me                       | Riva                                 |
| 1990 | Italien        | Insieme 1992                  | Toto Cutugno                         |
| 1991 | Sverige        | Fångad av en stormvind        | Carola                               |
| 1992 | Irland         | Why Me                        | Linda Martin                         |
| 1993 | Irland         | In Your Eyes                  | Niamh Kavanagh                       |
| 1994 | Irland         | Rock 'n' Roll Kids            | Paul Harrington & Charlie McGettigan |
| 1995 | Norge          | Nocturne                      | Secret Garden                        |
| 1996 | Irland         | The Voice                     | Eimear Quinn                         |
| 1997 | Storbritannien | Love Shine a Light            | Katrina and the Waves                |
| 1998 | Israel         | Diva                          | Dana International                   |
| 1999 | Sverige        | Take Me to Your Heaven        | Charlotte Nilsson                    |
| 2000 | Danmark        | Fly on the Wings of Love      | Brødrene Olsen                       |
| 2001 | Estland        | Everybody                     | Tanel Padar, Dave Benton & 2XL       |
| 2002 | Letland        | I Wanna                       | Marie N                              |
| 2003 | Tyrkiet        | Everyway That I Can           | Sertab Erener                        |
| 2004 | Ukraine        | Wild Dances                   | Ruslana                              |
| 2005 | Grækenland     | My Number One                 | Elena Paparizou                      |
| 2006 | Finland        | Hard Rock Hallelujah          | Lordi                                |
| 2007 | Serbien        | Molitva                       | Marija Šerifović                     |
| 2008 | Rusland        | Believe                       | Dima Bilan                           |
| 2009 | Norge          | Fairytale                     | Alexander Rybak                      |
| 2010 | Tyskland       | Satellite                     | Lena Meyer-Landrut                   |
| 2011 | Aserbajdsjan   | Running Scared                | Eldar og Nigar                       |
| 2012 | Sverige        | Euphoria                      | Loreen                               |
| 2013 | Danmark        | Only Teardrops                | Emmelie de Forest                    |
| 2014 | Østrig         | Rise Like a Phoenix           | Conchita Wurst                       |
| 2015 | Sverige        | Heroes                        | Måns Zelmerlöw                       |
| 2016 | Ukraine        | 1944                          | Jamala                               |
| 2017 | Portugal       | Amar pelos dois               | Salvador Sobral                      |
| 2018 | Israel         | Toy                           | Netta Barzilai                       |
| 2019 | Holland        | Arcade                        | Duncan Laurence                      |
| 2021 | Italien        | Zitti e buoni                 | Måneskin                             |
| 2022 | Ukraine        | Stefania                      | Kalush Orchestra                     |
| 2023 | Sverige        | Tattoo                        | Loreen                               |
| 2024 | Schweiz        | The Code                      | Nemo                                 |
| 2025 | Østrig         | Wasted Love                   | JJ                                   |

## Arrangementer
| Dato                   | Værtsland      | Værtsby           | Sted                            | Vært(er)                                                                 | Artikel  |
| ---------------------- | -------------- | ----------------- | ------------------------------- | ------------------------------------------------------------------------ | -------- |
| 24. maj 1956           | Schweiz        | Lugano            | Teatro Kursaal                  | Lohengrin Fihpello                                                       | ESC 1956 |
| 3. marts 1957          | Vesttyskland   | Frankfurt am Main | Grosse Sendesaal des HR         | Anaid Plikjan                                                            | ESC 1957 |
| 12. marts 1958         | Holland        | Hilversum         | AVRO-studios                    | Hannie Lips                                                              | ESC 1958 |
| 11. marts 1959         | Frankrig       | Cannes            | Palais des Festivals            | Jacqueline Joubert                                                       | ESC 1959 |
| 29. marts 1960         | Storbritannien | London            | Royal Festival Hall             | Catherine Boyle                                                          | ESC 1960 |
| 18. marts 1961         | Frankrig       | Cannes            | Palais des Festivals            | Jacqueline Joubert                                                       | ESC 1961 |
| 18. marts 1962         | Luxembourg     | Luxembourg        | Grande Auditorium de Luxembourg | Mireille Delanoy                                                         | ESC 1962 |
| 23. marts 1963         | Storbritannien | London            | BBC Television Centre           | Catherine Boyle                                                          | ESC 1963 |
| 21. marts 1964         | Danmark        | København         | Tivolis Koncertsal              | Lotte Wæver                                                              | ESC 1964 |
| 20. marts 1965         | Italien        | Napoli            | Sala di concerto della RAI      | Renata Maura                                                             | ESC 1965 |
| 5. marts 1966          | Luxembourg     | Luxembourg        | Villa Louvigny                  | Josiane Shen                                                             | ESC 1966 |
| 8. april 1967          | Østrig         | Wien              | Wiener Hofburg                  | Erica Vaal                                                               | ESC 1967 |
| 6. april 1968          | Storbritannien | London            | Royal Albert Hall               | Katie Boyle                                                              | ESC 1968 |
| 29. marts 1969         | Spanien        | Madrid            | Teatro Real                     | Laurita Valenzuela                                                       | ESC 1969 |
| 21. marts 1970         | Holland        | Amsterdam         | RAI Congrescentrum              | Willy Dobbe                                                              | ESC 1970 |
| 3. april 1971          | Irland         | Dublin            | Gaiety Theatre                  | Bernadette Ni Ghallchoir                                                 | ESC 1971 |
| 25. marts 1972         | Storbritannien | Edinburgh         | Usher Hall                      | Moira Shearer                                                            | ESC 1972 |
| 7. april 1973          | Luxembourg     | Luxembourg        | Nouveau Theatre                 | Helga Guitton                                                            | ESC 1973 |
| 6. april 1974          | Storbritannien | Brighton          | The Dome                        | Katie Boyle                                                              | ESC 1974 |
| 22. marts 1975         | Sverige        | Stockholm         | St Eriksmässan                  | Karin Falck                                                              | ESC 1975 |
| 3. april 1976          | Holland        | Den Haag          | Congresgebouw                   | Corry Brokken                                                            | ESC 1976 |
| 7. maj 1977            | Storbritannien | London            | Wembley Conference Centre       | Angela Rippon                                                            | ESC 1977 |
| 22. april 1978         | Frankrig       | Paris             | Palais des Congres              | Denise Fabre og Leon Zitrone                                             | ESC 1978 |
| 31. marts 1979         | Israel         | Jerusalem         | Binyaney Ha'ouma Centre         | Daniel Pe'er og Yardena Arazi                                            | ESC 1979 |
| 19. april 1980         | Holland        | Den Haag          | Congresgebouw                   | Marlous Fluitsma                                                         | ESC 1980 |
| 4. april 1981          | Irland         | Dublin            | Royal Dublin Society            | Doireann Ní Bhríain                                                      | ESC 1981 |
| 24. april 1982         | Storbritannien | Harrogate         | Harrogate Conference Centre     | Jan Leeming                                                              | ESC 1982 |
| 23. april 1983         | Vesttyskland   | München           | Rudi Sedlmayer Halle            | Marlene Charell                                                          | ESC 1983 |
| 5. maj 1984            | Luxembourg     | Luxembourg        | Theatre Municipal               | Desiree Nosbusch                                                         | ESC 1984 |
| 4. maj 1985            | Sverige        | Gøteborg          | Scandinavium                    | Lill Lindfors                                                            | ESC 1985 |
| 3. maj 1986            | Norge          | Bergen            | Grieghallen                     | Åse Kleveland                                                            | ESC 1986 |
| 9. maj 1987            | Belgien        | Bruxelles         | Palais du Centenaire            | Viktor Lazlo                                                             | ESC 1987 |
| 30. april 1988         | Irland         | Dublin            | Royal Dublin Society            | Pat Kenny og Michelle Rocca                                              | ESC 1988 |
| 6. maj 1989            | Schweiz        | Lausanne          | Palais de Beaulieu              | Lolita Morena og Jacques Descenaux                                       | ESC 1989 |
| 5. maj 1990            | Jugoslavien    | Zagreb            | Vatroslav Lisinki Hall          | Helga Vladhovic og Oliver Mlakar                                         | ESC 1990 |
| 4. maj 1991            | Italien        | Rom               | Studio 15 di Cinecitta          | Gigliola Cinquetti og Toto Cutugno                                       | ESC 1991 |
| 9. maj 1992            | Sverige        | Malmø             | Malmö Isstadion                 | Harald Treutiger og Lydia Cappolicchio                                   | ESC 1992 |
| 15. maj 1993           | Irland         | Millstreet        | Green Glens Arena               | Fionnuala Sweeney                                                        | ESC 1993 |
| 30. april 1994         | Irland         | Dublin            | The Point Theatre               | Cynthia Ni Mhurchu og Gerry Ryan                                         | ESC 1994 |
| 13. maj 1995           | Irland         | Dublin            | The Point Theatre               | Mary Kennedy                                                             | ESC 1995 |
| 18. maj 1996           | Norge          | Oslo              | Oslo Spektrum                   | Morten Harket og Ingvild Bryn                                            | ESC 1996 |
| 3. maj 1997            | Irland         | Dublin            | The Point Theatre               | Ronan Keating og Carrie Crowley                                          | ESC 1997 |
| 9. maj 1998            | Storbritannien | Birmingham        | National Indoor Arena           | Terry Wogan og Ulrika Jonsson                                            | ESC 1998 |
| 29. maj 1999           | Israel         | Jerusalem         | International Congress Center   | Sigal Shahmon, Yigal Ravid og Dafna Dekel                                | ESC 1999 |
| 13. maj 2000           | Sverige        | Stockholm         | Globen                          | Kattis Ahlström og Anders Lundin                                         | ESC 2000 |
| 12. maj 2001           | Danmark        | København         | Parken                          | Natasja Crone og Søren Pilmark                                           | ESC 2001 |
| 25. maj 2002           | Estland        | Tallinn           | Saku Suurhall                   | Anneli Peebo og Marko Matvere                                            | ESC 2002 |
| 24. maj 2003           | Letland        | Riga              | Skonto Arena                    | Renars Kaupers og Marija Naumova                                         | ESC 2003 |
| 12., 15. maj 2004      | Tyrkiet        | Istanbul          | Abdi Ipekci Stadium             | Meltem Cumbul og Korhan Abay                                             | ESC 2004 |
| 19., 21. maj 2005      | Ukraine        | Kyiv              | Sportspaladset                  | Marija Efrosnina og Pavlo Shylko                                         | ESC 2005 |
| 18., 20. maj 2006      | Grækenland     | Athen             | Olympic Indoor Arena            | Sakis Rouvas og Maria Menounos                                           | ESC 2006 |
| 10., 12. maj 2007      | Finland        | Helsinki          | Hartwall Areena                 | Jaana Pelkonen og Mikko Leppilampi                                       | ESC 2007 |
| 21., 22., 24. maj 2008 | Serbien        | Beograd           | Beogradska Arena                | Jovana Janković og Željko Joksimović                                     | ESC 2008 |
| 12., 14., 16. maj 2009 | Rusland        | Moskva            | Olimpiisky Indoor Arena         | Natalya Vodyanova, Andrey Malakhov, Alsou og Ivan Urgant                 | ESC 2009 |
| 25., 27., 29. maj 2010 | Norge          | Oslo              | Telenor Arena                   | Erik Solbakken, Haddy N'jie og Nadia Hasnaoui                            | ESC 2010 |
| 10., 12., 14. maj 2011 | Tyskland       | Düsseldorf        | Esprit Arena                    | Anke Engelke, Judith Rakers og Stefan Raab                               | ESC 2011 |
| 22., 24., 26. maj 2012 | Aserbajdsjan   | Baku              | Baku Crystal Hall               | Leyla Aliyeva, Eldar Qasımov og Nargiz Birk-Petersen                     | ESC 2012 |
| 14., 16., 18. maj 2013 | Sverige        | Malmø             | Malmö Arena                     | Petra Mede og Eric Saade                                                 | ESC 2013 |
| 6., 8., 10. maj 2014   | Danmark        | København         | B&W Hallerne                    | Nikolaj Koppel, Lise Rønne og Pilou Asbæk                                | ESC 2014 |
| 19., 21., 23. maj 2015 | Østrig         | Wien              | Wiener Stadthalle               | Mirjam Weichselbraun, Alice Tumler, Arabella Kiesbauer og Conchita Wurst | ESC 2015 |
| 10., 12., 14. maj 2016 | Sverige        | Stockholm         | Ericsson Globe                  | Måns Zelmerlöw og Petra Mede                                             | ESC 2016 |
| 9., 11., 13. maj 2017  | Ukraine        | Kyiv              | International Exhibition Centre | Oleksandr Skichko, Volodymyr Ostapchuk og Timur Miroshnychenko           | ESC 2017 |
| 8., 10., 12. maj 2018  | Portugal       | Lissabon          | MEO Arena                       | Filomena Cautela, Silvia Alberto, Daniela Ruah og Catarina Furtado       | ESC 2018 |
| 14., 16., 18. maj 2019 | Israel         | Tel Aviv          | Expo Tel Aviv                   | Erez Tal, Bar Refaeli, Assi Azar og Lucy Ayoub                           | ESC 2019 |
| 12., 14., 16. maj 2020 | Holland        | Rotterdam         | Rotterdam Ahoy                  | Edsilia Rombley, Chantal Janzen, Jan Smit                                | ESC 2020 |
| 18., 20., 22. maj 2021 | Holland        | Rotterdam         | Rotterdam Ahoy                  | Edsilia Rombley, Chantal Janzen, Jan Smit og Nikkie de Jager             | ESC 2021 |
| 10., 12., 14. maj 2022 | Italien        | Torino            | Pala Alpitour                   | Laura Pausini, Alessandro Cattelan og Mika                               | ESC 2022 |
| 9., 11., 13. maj 2023  | Storbritannien | Liverpool         | Liverpool Arena                 | Alesha Dixon, Hannah Waddingham, Julia Sanina og Graham Norton           | ESC 2023 |
| 7., 9., 11. maj 2024   | Sverige        | Malmø             | Malmö Arena                     | Petra Mede og Malin Åkerman                                              | ESC 2024 |
| 13., 15., 17. maj 2025 | Schweiz        | Basel             | St. Jakobshalle                 | Hazel Brugger, Michelle Hunziker og Sandra Studer                        | ESC 2025 |

## Nul point
Få sange har formået ikke at score ét eneste point fra de stemmekyndige lande. Før i tiden skete dette for flere lande, da juryerne kun kunne dele ganske få point ud, men efter at 1-8, 10 og 12-systemet indførtes i 1975, skulle man tro, at det var sværere at score nul point - især henset til at så mange lande stemmer, og at hvert land har hele 10 stemmer at dele ud af. Dog er det sket 19 gange siden 1975, at et land slet ikke har fået point - i 2015 skete det både for Østrig og Tyskland. Senest har Storbritanniens sang "Embers" af James Newman scoret 0 point i finalen.
I 2012 opnåede det franske bidrag "Echo (You And I)" med Anggun desuden nul point fra telefonstemmerne. Sangen fik dog 85 point fra fagjuryerne, og nummerets kombinerede pointtal var 21.
I 2005 skrev den britiske forfatter Tim Moore en bog om de kunstnere, der indtil da havde fået nul point. Det lykkedes ham at få fat i Jahn Teigen, Finn Kalvik, Kojo, Seyyal Taner, Daníel Ágúst, Ovidijus Vyšniauskas, Tor Endresen, Celia Lawson og Jemini, som viste sig at havde taklet deres Eurovision-ydmygelse på vidt forskellige måder.
Sange, der fik nul point før indførelsen af det nuværende pointsystem, er:
| År   | Land         | Titel                                        | Kunstner(e)            |
| ---- | ------------ | -------------------------------------------- | ---------------------- |
| 1962 | Belgien      | "Ton nom"                                    | Fud Leclerc            |
| 1962 | Spanien      | "Llámame"                                    | Victor Balaguer        |
| 1962 | Østrig       | "Nur in der Wiener Luft"                     | Eleonore Schwarz       |
| 1962 | Holland      | "Katinka"                                    | De Spelbrekers         |
| 1963 | Holland      | "Een speeldoos"                              | Annie Palmen           |
| 1963 | Norge        | "Solhverv"                                   | Anita Thallaug         |
| 1963 | Finland      | "Muistojeni laulu"                           | Laila Halme            |
| 1963 | Sverige      | "En gång i Stockholm"                        | Monica Zetterlund      |
| 1964 | Vesttyskland | "Man gewöhnt sich so schnell and das Schöne" | Nora Nova              |
| 1964 | Portugal     | "Oração"                                     | António Calvário       |
| 1964 | Jugoslavien  | "Zivot je sklopio krug"                      | Sabahudin Kurt         |
| 1964 | Schweiz      | "I miei pensieri"                            | Anita Traversi         |
| 1965 | Spanien      | "Qué bueno, qué bueno"                       | Conchita Bautista      |
| 1965 | Vesttyskland | "Paradies, wo bist du?"                      | Ulla Wiesner           |
| 1965 | Belgien      | "Als het weer lente is"                      | Lize Marke             |
| 1965 | Finland      | "Aurinko laskee länteen"                     | Viktor Klimenko        |
| 1966 | Monaco       | "Bien plus fort"                             | Tereza                 |
| 1966 | Italien      | "Dio come ti amo"                            | Domenico Modugno       |
| 1967 | Schweiz      | "Quel coeur vas-tu briser?"                  | Géraldine              |
| 1970 | Luxembourg   | "Je suis tombé du ciel"                      | David-Alexandre Winter |

Sange, der har fået nul point under det nuværende pointsystem, er:
| År   | Land                      | Titel                     | Kunstner(e)                    |
| ---- | ------------------------- | ------------------------- | ------------------------------ |
| 1978 | Norge                     | "Mil etter mil"           | Jahn Teigen                    |
| 1981 | Norge                     | "Aldri i livet"           | Finn Kalvik                    |
| 1982 | Finland                   | "Nuku pommiin"            | Kojo                           |
| 1983 | Spanien                   | "¿Quién maneja mi barca?" | Remedios Amaya                 |
| 1983 | Tyrkiet                   | "Opera"                   | Çetin Alp og Short Wave        |
| 1987 | Tyrkiet                   | "Şarkım sevgi üstüne"     | Seyyal Taner og Grup Locomotif |
| 1988 | Østrig                    | "Lisa, Mona Lisa"         | Wilfried                       |
| 1989 | Island                    | "Það sem enginn sér"      | Daníel Ágúst                   |
| 1991 | Østrig                    | "Venedig im Regen"        | Thomas Forstner                |
| 1994 | Litauen                   | "Lopšinė mylimai"         | Ovidijus Vyšniauskas           |
| 1997 | Norge                     | "San Francisco"           | Tor Endresen                   |
| 1997 | Portugal                  | "Antes do adeus"          | Celia Lawson                   |
| 1998 | Schweiz                   | "Lass ihn"                | Gunvor                         |
| 2003 | Storbritannien            | "Cry Baby"                | Jemini                         |
| 2004 | Schweiz (i semifinalen)   | "Celebrate"               | Piero and the MusicStars       |
| 2009 | Tjekkiet (i semifinale 1) | "Aven romale"             | Gipsy.cz                       |
| 2015 | Østrig                    | "I Am Yours"              | The Makemakes                  |
| 2015 | Tyskland                  | "Black Smoke"             | Ann Sophie                     |
| 2021 | Storbritannien            | "Embers"                  | James Newman                   |

## Seertal
| År                  | Antal seere (mio.) | Kilde  |
| ------------------- | ------------------ | ------ |
| Schweiz 2025        | 166                | [ 19 ] |
| Sverige 2024        | 163                | [ 20 ] |
| Storbritannien 2023 | 162                | [ 21 ] |
| Italien 2022        | 161                | [ 22 ] |
| Holland 2021        | 183                | [ 23 ] |
| Israel 2019         | 182                | [ 24 ] |
| Portugal 2018       | 186                | [ 25 ] |
| Ukraine 2017        | 182                | [ 26 ] |
| Sverige 2016        | 193                | [ 27 ] |
| Østrig 2015         | 187                | [ 27 ] |
| Danmark 2014        | 195                | [ 27 ] |
| Sverige 2013        | 170                | [ 27 ] |
| Aserbajdsjan 2012   | 102,9              | [ 27 ] |
| Tyskland 2011       | 114,5              | [ 27 ] |
| Norge 2010          | 108,2              | [ 27 ] |
| Rusland 2009        | 124                | [ 27 ] |
| Serbien 2008        | 106                | [ 27 ] |
| Finland 2007        | 106                | [ 28 ] |